# Coptomma sulcatum
Coptomma sulcatum là một loài bọ cánh cứng trong họ Cerambycidae.